# Hartense korenmolen
De voormalige watermolen Hartense Korenmolen wordt voor het eerste genoemd op de kaart van Thomas Witteroos van 1570 en is oorspronkelijk gebouwd als waterkorenmolen aan de Molenbeek (Renkum) in Renkum. De molen stond op de locatie van het huidige hoofdkantoor van Bilderberg (hotelketen) aan de Beukenlaan.
In 1720 werd de korenmolen gecombineerd met een papiermolen onder de naam “Papiermolen op de Harten”. In 1853 werd de molen uitsluitend een papiermolen en werd iets noordelijker de Tweede Hartense korenmolen gebouwd. In 1865 werd een stoommachine geplaatst om de molen beter operationeel te houden. De molen werd in 1907 onderdeel van de papierfabrieken Van Gelder Papier en groeide uit tot papierconcern Parenco.
In 1895 werd de oorspronkelijke molen afgebroken om ruimte te maken voor uitbreiding en bleef alleen nog bestaan onder de locatienaam "Harten 1".